# واژه‌نامه برخط ریشه‌شناسی
واژه‌نامه ریشه‌شناسی برخط (به انگلیسی: Online Etymology Dictionary) فرهنگ لغتی اینترنتی است که به ریشه‌شناسی لغات انگلیسی می‌پردازد. داگلاس هارپر (به انگلیسی: Douglas Harper) این واژه‌نامه را ایجاد کرده تا به ریشه‌یابی و روند تکامل بیش از ۳۰۰۰۰ واژه انگلیسی بپردازد. این لغتنامه دارای واژگان عامیانه و واژگان تخصصی هم هست.
این واژه‌نامه مورد رجوع دانشگاه اوهایو و برگزیده شیکاگو تریبون به عنوان یکی از بهترین منابع لغت‌شناسی است. از این سایت در بسیاری از مقالات به عنوان منبع یاد می‌شود.

## ریشهٔ پارسی برخی واژگان انگلیسی
در این سایت به ریشهٔ پارسی برخی از واژگان انگلیسی نیز اشاره شده‌است. به‌عنوان نمونه، ریشهٔ واژهٔ Paradise به‌معنی پردیس را از یک زبان ایرانی ذکر کرده‌است:
Paradise: late 12c. , "Garden of Eden," from O.Fr. paradis, from L.L. paradisus, from Gk. paradeisos "park, paradise, Garden of Eden," from an Iranian source, cf. Avestan pairidaeza "enclosure, park" (Modern Persian and Arabic firdaus "garden, paradise"), compound of pairi- "around" + diz "to make, form (a wall)." The first element is cognate with Gk. peri- "around, about" (see peri-), the second is from PIE base *dheigh- "to form, build" (see dough). The Gk. word, originally used for an orchard or hunting park in Persia, was used in Septuagint to mean "Garden of Eden," and in New Testament translations of Luke xxiii.43 to mean "heaven" (a sense attested in Eng. from c.1200). Meaning "place like or compared to Paradise" is from c.1300.